# Gerrhosaurus typicus
Gerrhosaurus typicus är en ödleart som beskrevs av Smith 1836. Gerrhosaurus typicus ingår i släktet Gerrhosaurus och familjen sköldödlor. IUCN kategoriserar arten globalt som nära hotad. Inga underarter finns listade i Catalogue of Life.
Arten förekommer i västra Sydafrika. Den lever i låglandet och i bergstrakter upp till 1500 meter över havet. Gerrhosaurus typicus vistas i områden med sandig mark och ibland några klippor. Växtligheten i utbredningsområdet utgörs främst av buskar och suckulenter. Djuret skapar underjordiska bon.